# Botswana Movement for Democracy
Botswana Movement for Democracy (BMD; deutsch etwa: „Bewegung für Demokratie in Botswana“) ist eine 2010 in Botswana gegründete Partei. Sie entstand als Abspaltung von der langjährigen Regierungspartei Botswana Democratic Party (BDP) und gehörte von 2014 bis 2018 zum Wahlbündnis Umbrella for Democratic Change (UDC).

## Geschichte
Das BMD wurde 2010 von abtrünnigen Abgeordneten der BDP aus Protest gegen die Politik des Präsidenten und Parteivorsitzenden Ian Khama gegründet, insbesondere wegen der Absetzung des Generalsekretärs Gomolemo Motswaledi durch Khama. Am 2. Mai 2011 fand der Gründungskongress statt, auf dem die Parteispitze gewählt wurde, darunter Motswaledi als Präsident. Als Ziel wurde die Ablösung der „undemokratischen“ Regierung ausgegeben. Das BMD gehörte zu den drei Parteien, die 2012 das Wahlbündnis UDC gründeten, das bei der Wahl 2014 17 der 57 zu vergebenden Sitze gewann. Für die Wahl 2019 sollte das BMD für den UDC, dem nunmehr vier Oppositionsparteien angehören, Kandidaten in 14 der 57 Wahlkreise stellen. Das BMD wurde jedoch Ende 2018 wegen seiner andauernden internen Streitigkeiten aus dem UDC ausgeschlossen. Das BMD stellte für die Wahl 2019 eigene Kandidaten auf. Es erhielt 0,3 % der Stimmen und verlor alle Mandate.

## Struktur und Politik
Gewählter Präsident ist seit 2017 Sidney Pilane; von anderen Flügeln wurde jedoch Ndaba Gaolathe als Präsident gesehen, der daraufhin die Alliance for Progressives (AP) gründete. Generalsekretär ist Gilbert Mangole.
Das Parteilogo ist in orange, schwarz und weiß gehalten und zeigt die Abkürzung BMD mit einem „V“, das aus dem M herausragt, und darunter den vollständigen Parteinamen. Die Partei wird auch Orange Movement genannt.